# Kristen Quintrall
Kristen Quintrall est une actrice américaine. 

## Biographie
Née et élevée en Allemagne dans une famille de la force aérienne, Kristen Quintrall a suivi ses études à l'université de Floride. Son premier travail était rédactrice en chef pour Channel Record, création de musiques et de vidéos et contenus promotionnels sur le web.

## Filmographie
- 2007 : Supercroc : Lt.Henche
- 2007 : The Apocalypse : Lindsay
- 2007 : Robot War (Transmorphers) : Ursa
- 2007 : Invasion of the Pod People : Alyssa
- 2007 : Universal Soldiers : Pfc.Kate Riley
- 2009 : Chrome Angels : K.J.
- 2009 : Les Immortels de la nuit (Wolvesbayne) : Vapirella
- 2009 : Gamerz187 : Ginger
- 2009 : The Dunwich Horror : Caitlin Bowers
- 2010 : Quantum apocalypse : Lindsey
- 2010 : Somebody help me 2 : réceptionniste
- 2011 : Asics Levitation : designer
- 2011 : Pimp Bullies : Candy
- 2012 : The Helpers : Claire
- 2012 : Refuge from the Storm : Linda
- 2012 : Adoption à risques (Adopting Terror) : Nikki
- 2012 : Battlefield America : Bang Squad Fan
- 2013 : The Whole Banana :